# Eva-Maria Brem
Eva-Maria Brem (ur. 13 września 1988 w Schwaz) – austriacka narciarka alpejska, mistrzyni świata i czterokrotna medalistka mistrzostw świata juniorów.

## Kariera
Po raz pierwszy na arenie międzynarodowej pojawiła się 2 grudnia 2003 roku w Gurgl, gdzie w zawodach FIS Race w slalomie nie ukończyła pierwszego przejazdu. W 2005 roku wystartowała na mistrzostwach świata juniorów w Bardonecchii, zajmując dziesiąte miejsce w zjeździe i jedenaste w gigancie. Na rozgrywanych rok później mistrzostwach świata juniorów w Quebecu zdobyła brązowy medal w gigancie. Wynik ten powtórzyła podczas mistrzostw świata juniorów w Altenmarkt w 2007 roku, zajmując również trzecie miejsce w supergigancie. Ponadto wywalczyła też brązowy medal w kombinacji na mistrzostwach świata juniorów w Formigal w 2008 roku.
W zawodach Pucharu Świata zadebiutowała 29 grudnia 2005 roku w Lienzu, gdzie nie zakwalifikowała się do pierwszego przejazdu giganta. Pierwsze pucharowe punkty wywalczyła 14 stycznia 2007 roku w Altenmarkt, zajmując 29. miejsce w superkombinacji. Na podium zawodów tego cyklu po raz pierwszy stanęła 6 marca 2014 roku w Åre, kończąc giganta na trzeciej pozycji. W zawodach tych wyprzedziła ją tylko jej rodaczka, Anna Fenninger oraz Francuzka Anémone Marmottan. Swoje pierwsze zwycięstwo w zawodach PŚ odniosła 29 listopada 2014 roku w Aspen, gdzie była najlepsza w gigancie. Najlepsze wyniki osiągnęła w sezonie 2015/2016, kiedy była dwunasta w klasyfikacji generalnej, a w klasyfikacji giganta wywalczyła Małą Kryształową Kulę. Ponadto w sezonie 2014/2015 była druga w klasyfikacji giganta.
Na mistrzostwach świata w Vail/Beaver Creek w 2015 roku wspólnie z Nicole Hosp, Michaelą Kirchgasser, Marcelem Hirscherem, Christophem Nösigiem i Philippem Schörghoferem zdobyła złoty medal w zawodach drużynowych. Na tych samych mistrzostwach wystąpiła także w gigancie, ale nie ukończyła pierwszego przejazdu. Startowała też na igrzyskach olimpijskich w Vancouver, zajmując 7. miejsce w tej konkurencji.
W kwietniu 2021 r. poinformowała o zakończeniu kariery.

## Osiągnięcia

### Igrzyska olimpijskie
| Miejsce | Dzień     | Rok  | Miejscowość | Konkurencja | Czas biegu | Strata | Zwyciężczyni        |
| ------- | --------- | ---- | ----------- | ----------- | ---------- | ------ | ------------------- |
| 7.      | 25 lutego | 2010 | Whistler    | Gigant      | 2:27,11    | +0,51  | Viktoria Rebensburg |

### Mistrzostwa świata
| Miejsce | Dzień     | Rok  | Miejscowość       | Konkurencja | Czas biegu | Strata | Zwyciężczyni   |
| ------- | --------- | ---- | ----------------- | ----------- | ---------- | ------ | -------------- |
| 1.      | 10 lutego | 2015 | Vail/Beaver Creek | Drużynowo   | -          | -      | -              |
| DNF1    | 12 lutego | 2015 | Vail/Beaver Creek | Gigant      | 2:19,16    | -      | Anna Fenninger |

### Mistrzostwa świata juniorów
| Miejsce | Dzień     | Rok  | Miejscowość  | Konkurencja | Czas biegu | Strata     | Zwyciężczyni          |
| ------- | --------- | ---- | ------------ | ----------- | ---------- | ---------- | --------------------- |
| 10.     | 23 lutego | 2005 | Bardonecchia | Zjazd       | 1:28,84    | +1,51      | Nadia Fanchini        |
| DNF1    | 25 lutego | 2005 | Bardonecchia | Slalom      | 1:23,97    | -          | Šárka Záhrobská       |
| 11.     | 26 lutego | 2005 | Bardonecchia | Gigant      | 2:21,34    | +2,52      | Nadia Fanchini        |
| 9.      | 3 marca   | 2006 | Quebec       | Zjazd       | 1:13,51    | +1,21      | Marianne Abderhalden  |
| DNF     | 4 marca   | 2006 | Quebec       | Slalom      | 1:37,30    | -          | Maria Pietilä-Holmner |
| 6.      | 5 marca   | 2006 | Quebec       | Supergigant | 1:10,96    | +1,16      | Anna Fenninger        |
| 3.      | 7 marca   | 2006 | Quebec       | Gigant      | 2:22,43    | +1,33      | Tina Weirather        |
| 20.     | 7 marca   | 2007 | Altenmarkt   | Zjazd       | 1:39,69    | +2,63      | Tina Weirather        |
| 3.      | 8 marca   | 2007 | Altenmarkt   | Gigant      | 2:14,90    | +0,55      | Nicole Schmidhofer    |
| 3.      | 9 marca   | 2007 | Altenmarkt   | Supergigant | 1:19,34    | +0,38      | Nicole Schmidhofer    |
| DNF1    | 11 marca  | 2007 | Altenmarkt   | Slalom      | 1:44,23    | -          | Ilka Štuhec           |
| 18.     | 23 lutego | 2008 | Formigal     | Supergigant | 1:40,19    | +3,83      | Viktoria Rebensburg   |
| 16.     | 26 lutego | 2008 | Formigal     | Zjazd       | 1:50,13    | +3,69      | Ilka Štuhec           |
| 25.     | 28 lutego | 2008 | Formigal     | Slalom      | 1:33,85    | +4,43      | Michaela Kirchgasser  |
| 5.      | 29 lutego | 2008 | Formigal     | Gigant      | 1:42,50    | +0,63      | Anna Fenninger        |
| 3.      | 29 lutego | 2008 | Formigal     | Kombinacja  | 30,20 pkt  | +49,23 pkt | Anna Fenninger        |

### Puchar Świata

#### Miejsca w klasyfikacji generalnej
- sezon 2006/2007: 131.
- sezon 2007/2008: 52.
- sezon 2008/2009: 68.
- sezon 2009/2010: 41.
- sezon 2010/2011: 106.
- sezon 2011/2012: 59.
- sezon 2012/2013: 46.
- sezon 2013/2014: 27.
- sezon 2014/2015: 13.
- sezon 2015/2016: 12.
- sezon 2016/2017: 122.
- sezon 2017/2018: 97.
- sezon 2018/2019: 58.
- sezon 2019/2020: 78.
- sezon 2020/2021: 120.

#### Miejsca na podium w zawodach
1. Åre – 6 marca 2014 (gigant) – 3. miejsce
2. Lenzerheide – 16 marca 2014 (gigant) – 2. miejsce
3. Sölden – 25 października 2014 – (gigant) – 3. miejsce
4. Aspen – 29 listopada 2014 – (gigant) – 1. miejsce
5. Åre – 12 grudnia 2014 (gigant) – 3. miejsce
6. Are – 13 marca 2015 (gigant) – 3. miejsce
7. Aspen – 27 listopada 2015 (gigant) – 2. miejsce
8. Are – 12 grudnia 2015 (gigant) – 2. miejsce
9. Courchevel – 20 grudnia 2015 (gigant) – 1. miejsce
10. Jasná – 7 marca 2016 (gigant) – 1. miejsce